# DD Геркулеса
DD Геркулеса (лат. DD Herculis) — двойная затменная переменная звезда типа Алголя (EA:) в созвездии Геркулеса на расстоянии приблизительно 4673 световых лет (около 1433 парсек) от Солнца. Видимая звёздная величина звезды — от +12,2m до +11,4m. Орбитальный период — около 5,6433 суток.
Открыта Куно Хофмейстером в 1929 году*.

## Характеристики
Первый компонент — белая звезда спектрального класса A2, или A5. Масса — около 2,6 солнечной, радиус — около 3,81 солнечного, светимость — около 53,447 солнечной. Эффективная температура — около 7993 K.
Второй компонент — оранжевый субгигант спектрального класса K5IV. Масса — около 1,25 солнечной, радиус — около 5 солнечных, светимость — около 32,8 солнечной. Эффективная температура — около 4985 K*.